# Vidas Passadas
Past Lives (bra/prt: Vidas Passadas) é um longa metragem de romance dramático estadunidense escrito e dirigido por Celine Song em sua estreia na direção. Lançado em 2023, é estrelado por Greta Lee, Teo Yoo e John Magaro. Produzido e distribuído pela A24, teve estreia mundial no Festival de Cinema de Sundance em 21 de janeiro de 2023. Além disso, concorreu na mostra competitiva da Berlinale do mesmo ano. Após duas exibições no circuito de festivais e antes estrear nos cinemas, já era uma aclamação positiva da crítica. Sua estreia nos cinemas ocorreu em 2 de junho de 2023 pela A24.
Na 96ª Cerimônia do Oscar, recebeu indicações para Melhor Roteiro Original e Melhor Filme, perdendo ambos.

## Elenco
- Greta Lee como Nora
  - Seung Ah Moon como jovem Nora
- Teo Yoo como Hae Sung
  - Seung Min Yim como jovem Hae Sung
- Ji Hye Yoon como mãe de Nora
- Choi Won-young como pai de Nora
- Min Young Ahn como mãe de Hae Sung's
- John Magaro como Arthur
- Jonica T. Gibbs como Janice
- Emily Cass McDonnell como Rachel
- Federico Rodriguez como Robert
- Conrad Schott como Peter
- Kristen Sieh como Heather

## Produção
Em janeiro de 2020, foi anunciado que Choi Woo-shik estrelaria o filme, com Celine Song definida para dirigir a partir de um roteiro que ela mesma escreveu, com A24 produzindo e distribuindo ao lado de Killer Films e CJ ENM. Em agosto de 2021, Greta Lee, Teo Yoo e John Magaro se juntaram ao elenco do filme, com Yoo substituindo Woo-sik.

## Lançamento
Teve sua estreia mundial no Festival de Cinema de Sundance de 2023 em 21 de janeiro de 2023. Também foi exibido na 73º edição do Festival Internacional de Cinema de Berlim (Berlinale)  no dia 19 de Fevereiro de 2023. O filme teve um lançamento limitado em 2 de junho de 2023, antes da expansão em 9 de junho; foi lançado nacionalmente em 23 de junho.

## Recepção

### Bilheteria
O filme arrecadou 232 266 dólares em quatro cinemas em seu fim de semana de estreia, com uma média de 55 066 dólares por local. Em seu sexto fim de semana, acumuava um total de 8,4 milhões de dólares.

### Resposta da crítica
No site agregador de críticas Rotten Tomatoes, 95% das 314 avaliações dos críticos são positivas, com uma classificação média de 9,1/10. O consenso do site afirma: "Uma estreia notável para a escritora e diretora Celine Song, Past Lives usa os laços entre seus personagens centrais esboçados com sensibilidade para apoiar observações incisivas sobre a condição humana." O Metacritic, que usa uma média ponderada, atribuiu ao filme uma pontuação de 94 em 100, baseado em 52 críticos, indicando "aclamação universal".

### Prêmios e indicações
| Prêmio                                              | Data da Cerimônia       | Categoria                    | Indicados                                         | Result   | Ref.   |
| --------------------------------------------------- | ----------------------- | ---------------------------- | ------------------------------------------------- | -------- | ------ |
| Festival Internacional de Cinema de Berlim          | 25 de fevereiro de 2023 | Urso de Ouro                 | Celine Song                                       | Indicado | [ 21 ] |
| Festival de Cinema de Sydney                        | 18 de junho de 2023     | Melhor FIlme                 | Past Lives                                        | Indicado | [ 22 ] |
| Golden Trailer Awards                               | 29 de junho de 2023     | Melhor Romance               | "Fate" (Mark Wollen & Associates)                 | Venceu   | [ 23 ] |
| Hollywood Critics Association Midseason Film Awards | 30 de junho de 2023     | Melhor Filme                 | Past Lives                                        | 4º lugar | [ 24 ] |
| Hollywood Critics Association Midseason Film Awards | 30 de junho de 2023     | Melhor Filme Independente    | Past Lives                                        | Venceu   | [ 24 ] |
| Hollywood Critics Association Midseason Film Awards | 30 de junho de 2023     | Melhor Diretora              | Celine Song                                       | 4º lugar | [ 24 ] |
| Hollywood Critics Association Midseason Film Awards | 30 de junho de 2023     | Melhor Ator                  | Teo Yoo                                           | 4º lugar | [ 24 ] |
| Hollywood Critics Association Midseason Film Awards | 30 de junho de 2023     | Melhor Atriz                 | Greta Lee                                         | Venceu   | [ 24 ] |
| Hollywood Critics Association Midseason Film Awards | 30 de junho de 2023     | Melhor Ator Coadjuvante      | John Magaro                                       | Indicado | [ 24 ] |
| Hollywood Critics Association Midseason Film Awards | 30 de junho de 2023     | Melhor Roteiro               | Celine Song                                       | Venceu   | [ 24 ] |
| Festival de Cinema de Jerusalém                     | 23 de julho de 2023     | Melhor Estreia Internacional | Past Lives                                        | Indicado | [ 25 ] |
| Oscar (Academy Awards)                              | 10 de março de 2024     | Melhor Filme                 | David Hinojosa, Christine Vachon e Pamela Koffler | Indicado | [ 26 ] |
| Oscar (Academy Awards)                              | 10 de março de 2024     | Melhor Roteiro Original      | Celine Song                                       | Indicado | [ 26 ] |